# Johann Georg Reutter
Johann Adam Joseph Karl Georg von Reutter młodszy (ochrzczony 6 kwietnia 1708 w Wiedniu, zm. 11 marca 1772 tamże) – austriacki kompozytor i organista.

## Życiorys
Syn Georga Reuttera starszego, muzyki początkowo uczył się u ojca, później u Antoniego Caldary. Począwszy od 14. roku życia asystował ojcu na stanowisku dworskiego organisty, pomimo trzykrotnych prób nie otrzymał jednak angażu. Około 1729 roku wyjechał do Włoch, gdzie przebywał do 1731 roku. Po powrocie do Austrii poślubił śpiewaczkę Ursulę Theresię Holzhauser (1708–1782). Od 1731 roku działał na wiedeńskim dworze Habsburgów, w 1738 roku otrzymał posadę kapelmistrza w katedrze św. Szczepana w Wiedniu i opiekował się chórem katedralnym. Od 1731 do 1752 roku pełnił funkcję nadwornego kompozytora i zarządcy teatrów operowych. Był asystentem (1741–1747), drugim kapelmistrzem (od 1747) i pierwszym kapelmistrzem (od 1751) orkiestry dworskiej. W 1740 roku otrzymał tytuł szlachecki.

## Twórczość
Za życia cieszył się uznaniem wśród wiedeńskiej publiczności, jego reprezentująca związany z dworem Habsburgów styl „cesarski” muzyka wykonywana była jeszcze na początku XIX wieku. Twórczość Reuttera była jednak krytykowana za braki artystyczne i brak inwencji melodycznej i współcześnie jest praktycznie zapomniana. Czas jego działalności na dworze wiedeńskim przypadł na okres upadku muzyki i redukcji liczby muzyków w kapeli nadwornej, związanych z problemami finansowymi.
Był jednym z najpłodniejszych twórców swojej epoki, największą popularnością cieszyły się jego kompozycje wokalno-instrumentalne, w tym oratoria i muzyka religijna. Pozostawił po sobie około 677 dzieł, m.in. 80 mszy, 30 oper, 277 psalmów i motetów, 48 antyfon, 20 litanii, 53 hymny, 31 offertoriów, 17 graduałów, 6 requiem i 7 responsoriów, ponadto liczne dzieła instrumentalne, w tym 7 symfonii, 2 partity, 2 servizia di tavola, 4 koncerty (dwa na trąbkę, dwa na instrument klawiszowy) i szereg utworów na instrument klawiszowy solo.
Jego uczniami w chórze katedry św. Szczepana w Wiedniu byli m.in. Joseph Haydn i jego brat Michael, zgodnie ze świadectwami Reutter traktował jednak swoich podopiecznych źle i nie zwracał uwagi na ich muzyczne talenty.